# Persone di cognome Sullivan
| Questa pagina contiene informazioni ricavate automaticamente dalle voci biografiche con l'ausilio del template Bio e di un bot. L'aggiornamento è periodico e automatico e ricostruisce completamente la pagina. Se manca una persona in questa lista, sei pregato di non aggiungerla, ma accertati piuttosto che la sua voce biografica contenga il template Bio e che i dati anagrafici siano correttamente compilati. Se il template Bio manca, inseriscilo tu stesso o, in alternativa, metti l'avviso {{tmp\|Bio}} che ne segnala la mancanza. Se i dati riportati sono sbagliati, correggi direttamente la voce biografica; le modifiche saranno visibili in questa lista entro pochi giorni. Per chiarimenti vedi il progetto antroponimi. La lista contiene solo le 101 persone che sono citate nell'enciclopedia e per le quali è stato implementato correttamente il template Bio. Pagina aggiornata al 23 lug 2025. |

Questa è una lista di persone presenti nell'enciclopedia che hanno il cognome Sullivan, suddivise per attività principale.

## Allenatori di calcio(1)
- Neil Sullivan, allenatore di calcio e ex calciatore scozzese (Londra, n. 1970)

## Animatrici(1)
- Ann Sullivan, animatrice statunitense (Fargo, n. 1929 - Woodland Hills, † 2020)

## Artisti(1)
- Nelson Sullivan, artista statunitense (Kershaw, n. 1948 - New York, † 1989)

## Astronaute(1)
- Kathryn Sullivan, ex astronauta statunitense (Paterson, n. 1951)

## Atleti paralimpici(1)
- Tim Sullivan, atleta paralimpico australiano (Melbourne, n. 1975)

## Attori(9)
- Brad Sullivan, attore statunitense (Chicago, n. 1931 - Glastonbury, † 2008)
- Chris Sullivan, attore e musicista statunitense (Palm Springs, n. 1980)
- Don Sullivan, attore, cantante e compositore statunitense (Salt Lake City, n. 1929 - Los Angeles, † 2018)
- Francis L. Sullivan, attore britannico (Wandsworth, n. 1903 - New York, † 1956)
- Frederick Sullivan, attore e regista inglese (Londra, n. 1872 - Los Angeles, † 1937)
- Kevin Rodney Sullivan, attore e regista statunitense (San Francisco, n. 1958)
- Barry Sullivan, attore statunitense (New York, n. 1912 - Sherman Oaks, † 1994)
- Sean Sullivan, attore canadese (Toronto, n. 1921 - Toronto, † 1985)
- Trent Sullivan, attore australiano (Sydney, n. 1993)

## Attrici(5)
- Camille Sullivan, attrice canadese (Toronto, n. 1975)
- Charlotte Sullivan, attrice canadese (Toronto, n. 1983)
- Lily Sullivan, attrice australiana (Brisbane, n. 1994)
- Nicole Sullivan, attrice e comica statunitense (New York, n. 1970)
- Susan Sullivan, attrice statunitense (New York, n. 1942)

## Batteristi(1)
- The Rev, batterista statunitense (Huntington Beach, n. 1981 - Huntington Beach, † 2009)

## Calciatori(7)
- Cavan Sullivan, calciatore statunitense (Filadelfia, n. 2009)
- Christopher Sullivan, ex calciatore statunitense (n. 1965)
- Con Sullivan, calciatore inglese (Bristol, n. 1928 - Bristol, † 2022)
- Derek Sullivan, calciatore gallese (Newport, n. 1930 - † 1983)
- Patrick Sullivan, calciatore irlandese (Dublino, n. 1982)
- Quinn Sullivan, calciatore statunitense (Filadelfia, n. 2004)
- Sean Sullivan, ex calciatore maltese (n. 1971)

## Canottieri(1)
- Joseph Sullivan, canottiere neozelandese (Rangiora, n. 1987)

## Cantanti(2)
- Jim Sullivan, cantante e chitarrista statunitense (San Diego, n. 1940 - † 1975)
- Maxine Sullivan, cantante statunitense (Homestead, n. 1911 - New York, † 1987)

## Cantautrici(1)
- Jazmine Sullivan, cantautrice statunitense (Filadelfia, n. 1987)

## Cestisti(7)
- Bob Sullivan, cestista e giocatore di baseball statunitense (Saint Paul, n. 1921 - Manitowoc, † 2007)
- Jack Sullivan, cestista e allenatore di pallacanestro statunitense (Washington, n. 1935 - Baltimora, † 2010)
- Steve Sullivan, cestista statunitense (Newark, n. 1944 - Londra, † 2014)
- Andrew Sullivan, ex cestista britannico (Londra, n. 1980)
- Lewis Sullivan, cestista statunitense (Hazel Green, n. 1995)
- Patrick Sullivan, ex cestista statunitense (Orlando, n. 1988)
- Taren Sullivan, cestista statunitense (Lima, n. 1995)

## Chitarristi(2)
- Frankie Sullivan, chitarrista e compositore statunitense (Chicago, n. 1955)
- Quinn Sullivan, chitarrista statunitense (New Bedford, n. 1999)

## Circensi(1)
- Con Colleano, circense australiano (n. 1899 - † 1973)

## Compositori(1)
- Arthur Sullivan, compositore britannico (Londra, n. 1842 - Londra, † 1900)

## Conduttori televisivi(1)
- Ed Sullivan, conduttore televisivo, showman e giornalista statunitense (New York, n. 1901 - New York, † 1974)

## Dirigenti sportivi(1)
- James Edward Sullivan, dirigente sportivo e scrittore statunitense (New York, n. 1862 - New York, † 1914)

## Fumettisti(1)
- Pat Sullivan, fumettista e animatore australiano (Sydney, n. 1885 - New York, † 1933)

## Funzionari(1)
- Joseph Aloysius Sullivan, funzionario statunitense (Montreal, n. 1917 - Manhattan, † 2002)

## Generali(2)
- Gordon R. Sullivan, generale statunitense (Boston, n. 1937 - † 2024)
- John Sullivan, generale e politico statunitense (Somersworth, n. 1740 - Durham, † 1795)

## Giocatori di football americano(5)
- Dan Sullivan, giocatore di football americano statunitense (Boston, n. 1939 - Haverhill, † 2025)
- Jakeb Sullivan, giocatore di football americano statunitense (Rapid City, n. 1994)
- John Sullivan, giocatore di football americano statunitense (Mount Kisco, n. 1985)
- Pat Sullivan, giocatore di football americano statunitense (Birmingham, n. 1950 - † 2019)
- Stephen Sullivan, giocatore di football americano statunitense (Donaldsonville, n. 1996)

## Giocatori di lacrosse(1)
- Jack Sullivan, giocatore di lacrosse statunitense (Cobourg, n. 1870)

## Giornalisti(2)
- Timothy Daniel Sullivan, giornalista, politico e poeta irlandese (Bantry, n. 1827 - † 1914)
- Walter Sullivan, giornalista e saggista statunitense (New York, n. 1918 - † 1996)

## Hockeisti su ghiaccio(5)
- Daniel Sullivan, ex hockeista su ghiaccio canadese (Scarborough, n. 1987)
- Frank Sullivan, hockeista su ghiaccio canadese (Toronto, n. 1898 - Toronto, † 1989)
- Joe Sullivan, hockeista su ghiaccio canadese (Scarborough, n. 1901 - Scarborough, † 1988)
- Mike Sullivan, ex hockeista su ghiaccio canadese (Toronto, n. 1992)
- Steve Sullivan, ex hockeista su ghiaccio canadese (Timmins, n. 1974)

## Imprenditori(1)
- David Sullivan, imprenditore e dirigente sportivo britannico (Cardiff, n. 1949)

## Informatici(1)
- William John Sullivan, programmatore e hacker statunitense (Stati Uniti d'America, n. 1976)

## Matematici(1)
- Dennis Sullivan, matematico statunitense (Port Huron, n. 1941)

## Mezzofondiste(1)
- Susanna Sullivan, mezzofondista e maratoneta statunitense (n. 1990)

## Mezzofondisti(1)
- Kevin Sullivan, mezzofondista canadese (Brantford, n. 1974)

## Modelle(1)
- McKey Sullivan, modella statunitense (Lake Forest, n. 1988)

## Montatori(1)
- Frank Sullivan, montatore statunitense (Saint Paul, n. 1896 - Woodland Hills, † 1972)

## Musicisti(1)
- Ira Sullivan, musicista e compositore statunitense (Washington, n. 1931 - † 2020)

## Nuotatori(1)
- Eamon Sullivan, ex nuotatore australiano (Perth, n. 1985)

## Nuotatrici(1)
- Erica Sullivan, nuotatrice statunitense (Las Vegas, n. 2000)

## Pallavoliste(1)
- Kathryn Sullivan, pallavolista statunitense (Walnut Creek, n. 1994)

## Politici(6)
- Daniel Sullivan, politico statunitense (Fairview Park, n. 1964)
- Jake Sullivan, politico e funzionario statunitense (Burlington, n. 1976)
- John Lawrence Sullivan, politico statunitense (Manchester, n. 1899 - † 1982)
- Kevin Sullivan, politico statunitense (West Hartford, n. 1949)
- Mike Sullivan, politico statunitense (Omaha, n. 1939)
- Sam Sullivan, politico canadese (Vancouver, n. 1959)

## Presbiteri(1)
- John Sullivan, presbitero irlandese (Dublino, n. 1861 - Dublino, † 1933)

## Produttrici televisive(1)
- Beth Sullivan, produttrice televisiva statunitense (Burbank, n. 1949)

## Pugili(1)
- John L. Sullivan, pugile statunitense (Roxbury, n. 1858 - Abington, † 1918)

## Registe(1)
- Emma Sullivan, regista britannica

## Registi(1)
- Henri Pachard, regista statunitense (Kansas City, n. 1939 - California, † 2008)

## Registi teatrali(1)
- Daniel J. Sullivan, regista teatrale statunitense (Wray, n. 1940)

## Rugbisti a 13(1)
- Michael Sullivan, rugbista a 13 australiano (Taree, n. 1980)

## Sceneggiatori(1)
- C. Gardner Sullivan, sceneggiatore statunitense (Stillwater, n. 1884 - Los Angeles, † 1965)

## Schermitrici(1)
- Molly Sullivan, ex schermitrice statunitense (Methuen, n. 1966)

## Sciatori alpini(1)
- Marco Sullivan, ex sciatore alpino statunitense (Truckee, n. 1980)

## Scrittori(3)
- Andrew Sullivan, scrittore, giornalista e attivista inglese (South Godstone, n. 1963)
- Frank Sullivan, scrittore statunitense (Saratoga Springs, n. 1892 - Saratoga Springs, † 1976)
- Mark T. Sullivan, scrittore statunitense (Medfield)

## Scrittrici(1)
- Tricia Sullivan, scrittrice statunitense (Englewood, n. 1968)

## Tennisti(1)
- Paul Sullivan, ex tennista statunitense (n. 1941)

## Vescovi cattolici(3)
- Dennis Joseph Sullivan, vescovo cattolico statunitense (New York, n. 1945)
- James Stephen Sullivan, vescovo cattolico statunitense (Kalamazoo, n. 1929 - Fargo, † 2006)
- Joseph Vincent Sullivan, vescovo cattolico statunitense (Kansas City, n. 1919 - Baton Rouge, † 1982)

## Wrestler(2)
- Kevin Sullivan, wrestler statunitense (Cambridge, n. 1949 - Concord, † 2024)
- Johnny Valiant, wrestler statunitense (Pittsburgh, n. 1946 - Pittsburgh, † 2018)

## Senza attività specificata(3)
- Eleanore Sullivan, italiana (Lucca, n. 1750 - † 1833)
- Roy Sullivan, statunitense (Contea di Greene, n. 1912 - Dooms, † 1983)
- Sharmell Sullivan, ex ballerina e ex wrestler statunitense (Gary, n. 1970)